# Cristian Erbes
Cristian Damián Erbes (Buenos Aires, Província de Buenos Aires, 6 de janeiro de 1990) é um futebolista argentino que joga como volante no Boca Juniors.

## Carreira
Formado nas divisões de base do Boca Juniors, El Pichi estreou profissionalmente no Campeonato Argentino dia 4 de outubro de 2009. Nessa partida entrou no lugar de Federico Insúa, Alfio Basile era o treinador. Foi considerado um dos melhores da equipe nas roubadas de bola.
Em 2010, houve rumores de que El Pichi foi emprestado ao Colón, mas não era verdade.

## Estatísticas
Até 17 de fevereiro de 2015.

### Clubes
| Club         | País      | Año             |
| ------------ | --------- | --------------- |
| Boca Juniors | Argentina | 2009 - Presente |

## Estadísticas
Até  29 de março de 2015
| Club                                                                                                | Temporada           | Div.                | Liga | Liga | Liga | Copas Nacionales(1) | Copas Nacionales(1) | Copas Nacionales(1) | Copas Internacionales(2) | Copas Internacionales(2) | Copas Internacionales(2) | Total | Total | Total | Prom. · |
| Club                                                                                                | Temporada           | Div.                | PJ   | G    | A    | PJ                  | G                   | A                   | PJ                       | G                        | A                        | PJ    | G     | A     | Prom. · |
| --------------------------------------------------------------------------------------------------- | ------------------- | ------------------- | ---- | ---- | ---- | ------------------- | ------------------- | ------------------- | ------------------------ | ------------------------ | ------------------------ | ----- | ----- | ----- | ------- |
| Boca Juniors · Argentina                                                                            | 2009/10             | 1.ª                 | 20   | 1    | 0    | -                   | -                   | -                   | -                        | -                        | -                        | 20    | 1     | 0     | 0,05    |
| Boca Juniors · Argentina                                                                            | 2010/11             | 1.ª                 | 11   | 1    | 0    | -                   | -                   | -                   | -                        | -                        | -                        | 11    | 1     | 0     | 0,09    |
| Boca Juniors · Argentina                                                                            | 2011/12             | 1.ª                 | 14   | 0    | 0    | 2                   | 0                   | 0                   | 6                        | 0                        | 0                        | 22    | 0     | 0     | 0,00    |
| Boca Juniors · Argentina                                                                            | 2012/13             | 1.ª                 | 16   | 0    | 0    | 2                   | 0                   | 0                   | 8                        | 0                        | 2                        | 26    | 0     | 2     | 0,00    |
| Boca Juniors · Argentina                                                                            | 2013/14             | 1.ª                 | 29   | 2    | 2    | -                   | -                   | -                   | -                        | -                        | -                        | 29    | 2     | 2     | 0,07    |
| Boca Juniors · Argentina                                                                            | 2014                | 1.ª                 | 11   | 0    | 0    | 1                   | 0                   | 0                   | 6                        | 0                        | 0                        | 18    | 0     | 0     | 0,00    |
| Boca Juniors · Argentina                                                                            | 2015                | 1.ª                 | 5    | 1    | 0    | 0                   | 0                   | 0                   | 2                        | 0                        | 0                        | 7     | 1     | 0     | 0,00    |
| Boca Juniors · Argentina                                                                            | Total               | Total               | 106  | 5    | 2    | 5                   | 0                   | 0                   | 20                       | 0                        | 2                        | 129   | 5     | 4     | 0,03    |
| Total en su carrera                                                                                 | Total en su carrera | Total en su carrera | 106  | 5    | 2    | 5                   | 0                   | 0                   | 20                       | 0                        | 2                        | 129   | 5     | 4     | 0,03    |
| (1)Incluye Copa Argentina y Supercopa Argentina. (2)Incluye Copa Libertadores y Copa Sul-Americana. |                     |                     |      |      |      |                     |                     |                     |                          |                          |                          |       |       |       |         |

| 1 | 04-02-2010 | La Bombonera, Argentina             | Lanús       | 3-1 | 3-1 | Torneo Clausura 2010 (Argentina) |
| 2 | 06-12-2010 | La Bombonera, Argentina             | Quilmes     | 1-0 | 1-0 | Torneo Apertura 2010 (Argentina) |
| 3 | 10-03-2014 | Estadio Presidente Perón, Argentina | Racing      | 1-2 | 1-2 | Torneo Final 2014 (Argentina)    |
| 4 | 27-04-2014 | La Bombonera, Argentina             | Arsenal     | 1-0 | 4-2 | Torneo Final 2014 (Argentina)    |
| 5 | 29-03-2015 | La Bombonera, Argentina             | Estudiantes | 1-0 | 3-0 | Torneo 2015 (Argentina)          |

Fuente: Historia de Boca Juniors

## Títulos
Boca Juniors
- Campeonato Argentino (Apertura): 2011, 2015
- Copa Argentina: 2012, 2015